# Quadruplice Alleanza (1815)
La Quadruplice Alleanza è stata composta da Regno Unito, Austria, Prussia e Russia.

## La primitiva alleanza delle quattro potenze vincitrici di Napoleone
Il patto non rappresentò, all'inizio, che la continuazione della alleanza che aveva legato le principali quattro potenze che condussero le guerre della sesta e della settima coalizione contro l'Impero di Napoleone.
Fu fortemente voluto dal cancelliere austriaco Metternich e dallo zar russo Alessandro.
Le potenze che vi aderirono disposero che i propri rappresentanti dovessero riunirsi periodicamente, allo scopo di trovare una linea comune per decisioni riguardanti il cosiddetto mantenimento della pace; inoltre, questi Stati si promisero a vicenda rispetto e fedeltà, condizioni fondamentali perché l'obiettivo del mantenimento dello status quo potesse essere raggiunto.
Fu stipulata ufficialmente solo nel mese di novembre, ma in realtà l'accordo era stato organizzato ben prima: inoltre, fu la base per la formazione di un'altra coalizione, la Santa Alleanza.

## Il reingresso della Francia
Al congresso di Aquisgrana, dell'ottobre-novembre 1818, gli alleati, in cambio del pagamento delle riparazioni di guerra (ancorché ridotte), approvarono il ritiro dei propri corpi di occupazione, stanziati in Francia sin da Waterloo.
La Francia di Luigi XVIII, inoltre, venne invitata ad aderire pubblicamente ad una pomposa dichiarazione riguardo alla fraternità delle quattro potenze cementata dai legami della fratellanza cristiana, che le quattro potenze vincitrici su Napoleone I di Francia avevano, fra loro, discusso e sottoscritto.
A questa data si fa, a volte, risalire il reingresso di Parigi nel consesso delle potenze.  E perciò il passaggio dalla Quadruplice (senza la Francia) alla Quintuplice Alleanza.
Anche se, in effetti, le date andrebbero posticipate di circa quattro anni.  In quel congresso di Aquisgrana, infatti, oltre alla pomposa e generica dichiarazione di fratellanza, le quattro potenze contestualmente stipularono un protocollo segreto, che confermava la garanzia reciproca in funzione anti-francese.
La vera promozione di Parigi da potenza sconfitta ad alleato deve essere fatta risalire, in verità, al congresso di Verona del 9-14 ottobre 1822, quando, nonostante il dissenso inglese, Vienna, San Pietroburgo e Berlino autorizzarono i ministri di Luigi XVIII ad una grandiosa spedizione militare in Spagna, per restaurare il governo assoluto di Ferdinando VII di Borbone: quello fu, in effetti, il vero evento che sancì il reingresso di Parigi nel consesso delle Grandi Potenze europee.